# Ahmed Al Alwany
Ahmed Al Alwany (19 agosto 1981) è un calciatore libico, di ruolo difensore.

## Carriera

### Club
Ha sempre giocato nel campionato libico.

### Nazionale
Ha esordito con la Nazionale libica nel 2011.